# Énergie en Nouvelle-Calédonie

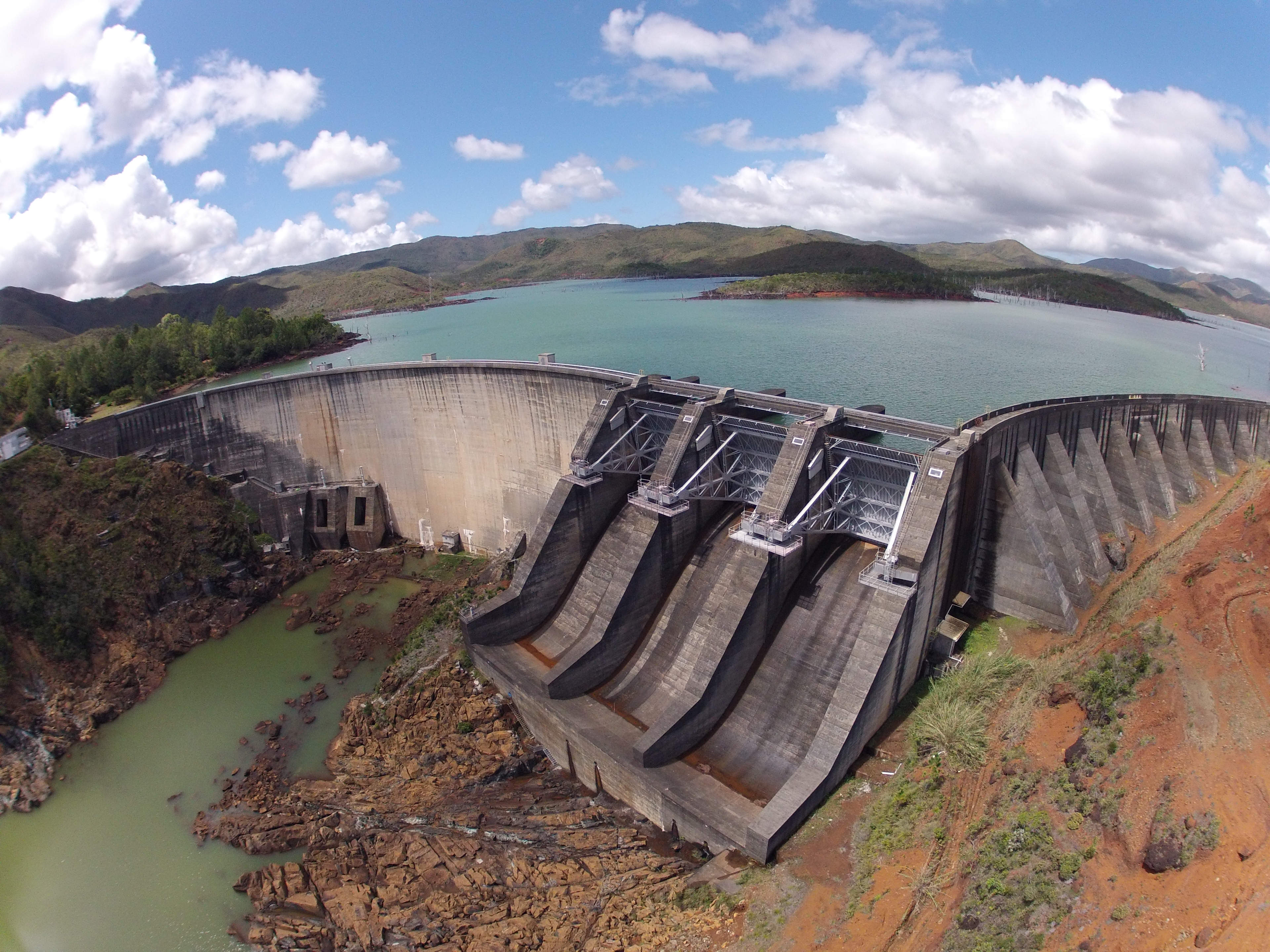
Vue générale du barrage de Yaté

En Nouvelle-Calédonie, l'énergie est produite dans l'archipel lui-même. La société Le Nickel en consomme les deux tiers. Le fioul, le diesel, le charbon constituent une part significative des importations vers l'archipel. Quelques productions d'énergie renouvelable existent aussi.

## Données générales
Le taux de dépendance énergétique de la Nouvelle-Calédonie était en 2008 de 94,9 % et était estimé pour 2009 à 95,7 %. Il a toujours été supérieur à 90 % (son minimum, atteint en 1988), et est depuis 1991 égal ou au-dessus de 94 %. La qualité du service de distribution publique s'est améliorée depuis les années 1980, avec une puissance de pointe d'environ 120 MW en 2009 (elle était d'un peu moins de 50 MW en 1988, 80 MW en 1997 et 100 MW en 2003). Les deux distributeurs sont EEC (filiale de GDF Suez, concessionnaire à Nouméa, au Mont-Dore, à Dumbéa, Lifou, Bourail, Koumac et Kaala-Gomen) et Enercal (pour le reste du territoire, soit 26 communes).
Le mix énergétique de la Nouvelle-Calédonie est composé à 97,4 % d’énergies fossiles, dont 54,1 % de produits pétroliers, principalement du fioul et du gazole. Il y a aussi 44,9 % de charbon, et 2,6 % d’énergies renouvelables. La consommation primaire de la Nouvelle-Calédonie s’élève à 1 645 ktep (tonne d’équivalent pétrole). Si le mix énergétique de la Nouvelle-Calédonie reste fortement contraint par l’industrie métallurgique, énergivore en énergies fossiles, l’économie dite verte monte en puissance en Nouvelle-Calédonie, sous les effets combinés de l’impulsion publique, de la baisse du cout des énergies renouvelables, de l’identification d’éco-activités porteuses ou encore du développement de l’économie circulaire et de l’innovation.
La consommation d'électricité est d'environ 1 800 GWh chaque année depuis 2005, dont environ les deux tiers concernent la seule SLN[réf. souhaitée].

## Énergie électrique

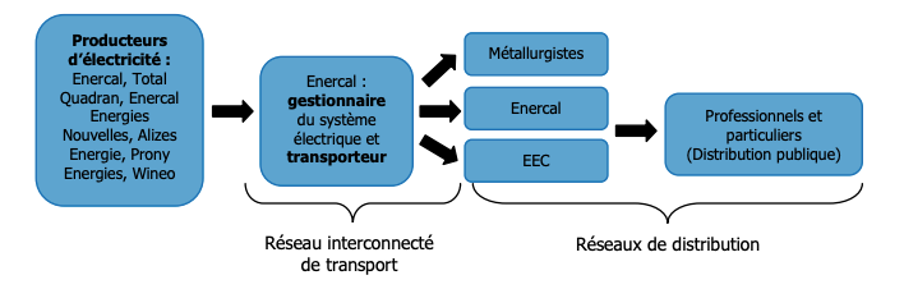
Système électrique de Nouvelle-Calédonie

La production d'électricité (hors photovoltaïque) était en 2009 de 1 944 074 MWh. Plus des trois quarts (77,4 %) est issue de 22 centrales thermiques à flamme (4 principales : SLN-Doniambo à fioul et Ducos avec TAC kérosène à Nouméa, Jacques-Iekawé de Népoui avec fioul à Poya et Prony-Énergies à charbon au Mont-Dore, et 18 petites centrales thermiques autonomes à moteur diesel : Comagna à l'île des Pins, île Ouen au Mont-Dore, Nouméa, Borendy et Kouaré à Thio, Katricoin à Moindou, Wé à Lifou, Tadine à Maré, Ouenghé à Ouvéa, Waala aux Bélep, Tiari et village à Ouégoa, Tiabet, Arama et village à Poum, Pouébo, Caavatch à Hienghène, Ouaté à Pouembout). Ceci, ainsi que la consommation des particuliers liée notamment à un parc automobile important, explique de fortes importations d'hydrocarbures (29,041 milliards de Francs Pacifique CAF en 2009, et environ 13 % du coût des marchandises entrant en Nouvelle-Calédonie) et de charbon (1,881 milliards CAF en 2009).
Le système électrique de Nouvelle-Calédonie est organisé en trois ensembles :
- La production d’électricité est soumise au régime de la concurrence.
- Le transport de l’électricité est assuré exclusivement par ENERCAL.
- La distribution est exercée dans les différentes communes de la Grande-Terre et des îles par ENERCAL ou EEC, sous le régime de concession du service public.

La capacité de production du système électrique calédonien totalise 1 021 MW à fin 2019. La quasi-totalité des centrales de la Grande Terre sont reliées au réseau de transport et peuvent en cas de besoin fournir les industries comme la distribution publique.
Les centrales thermiques (fioul, charbon, gazole...) représentent 809 MW soit 79 % de la puissance installée, générant un fort degré de dépendance énergétique. Une grande partie de leur production est destinée aux besoins des métallurgistes qui disposent d’une capacité totale de 640 MW, dont une puissance installée disposée par KNS de 369 MW non connectée au réseau de transport. La capacité restante utilise les énergies renouvelables, dont 32 % fournis par la centrale hydraulique de Yaté. Les régions isolées (îles Loyauté, île des Pins, Belep…) ne représentent que 19 MW de la capacité.
En 2019, la production totale d’électricité (y compris la production du secteur métallurgique) s’élève à 3 333,6 GWh. L’énergie thermique apporte 86,3 % de la production d’électricité totale en 2019, dont 53 % et 43 % à base de charbon et de fioul lourd respectivement. Les 13,7 % restant sont issus des énergies renouvelables, avec 8,5 % pour l’hydraulique, 3,5 % pour le photovoltaïque et 1,7 % pour l’éolien. La progression du poids des énergies renouvelables (11,7 % en 2018) s’explique principalement par le développement rapide de la filière solaire, alors que la production hydroélectrique chute en raison de conditions saisonnières défavorables.

## Énergies renouvelables
Le recours aux énergies renouvelables pour la production d’électricité se développe et s’articule autour de la politique publique « climat », reposant sur deux axes : le schéma pour la transition énergétique de Nouvelle-Calédonie (STENC) et le schéma d'adaptation aux changements climatiques (en cours d’élaboration). L’Agence calédonienne de l’énergie (ACE), établissement public créé en janvier 2017 est chargé de la mise en œuvre de ces actions.
Adopté à l’unanimité par le Congrès en juin 2016, le STENC définit la stratégie énergétique du pays jusqu’en 2030 et a pour objectif de réduire son niveau de dépendance énergétique et de développer les énergies renouvelables. Le plan s’articule autour de trois objectifs principaux : réduire la consommation énergétique (-20 % dans la consommation primaire, -25 % dans la consommation finale), diminuer les émissions de gaz à effet de serre (-35 % dans les secteurs résidentiel et tertiaire ; -10 % dans le secteur de la mine et la métallurgie ; -15 % dans le secteur du transport) et accroître la contribution des énergies renouvelables dans le mix électrique du territoire (100 % de la consommation d’électricité de la distribution publique d’ici 2023 et autonomie dans les îles Loyauté).
La mise en œuvre de cette stratégie représenterait un investissement de 115 milliards francs (964 millions d'euros) et devrait permettre une économie de 50 milliards francs (419 millions d'euros) d’importations de combustibles fossiles sur la période 2016-2030. Le secteur métallurgique lui-même pourrait être acteur de ces transformations, puisque des projets émergent avec des centrales n’utilisant pas les énergies fossiles.
En septembre 2016, le Gouvernement a adopté l’arrêté no 2016-1931/GNC relatif à la programmation pluriannuelle des investissements (PPI) de la production électrique sur la période 2016-2030. Depuis son adoption, l’objectif global de développement du photovoltaïque a largement été atteint et même dépassé : en septembre 2019, l’arrêté no 2019-2003/GNC modifie à la hausse pour la troisième fois la production électrique éolienne et photovoltaïque. Ainsi, la PPI prévoit d’autoriser 306 MW de puissance renouvelable supplémentaire sur la Grande Terre afin d’atteindre 460 MW d’ici 2030. Selon le STENC, le taux de pénétration des énergies renouvelables pour la distribution publique d’électricité doit passer de 39 % en 2020 à 100 % en 2023 (objectif à l’origine prévu en 2030 mais avancé compte tenu des évolutions).

## L’hydroélectricité: principale source d’énergie renouvelable
Vient ensuite l'hydroélectrique qui représente un peu plus du cinquième (20,4 %) de la production avec 12 barrages (dont le principal, avec une puissance de 68 MW et une production annuelle moyenne de 307 GWh, à Yaté, suivi de ceux de Néaoua et de la Tû à Houaïlou et de 9 micro-centrales hydroélectriques MCH : Ouégalé et village à Pouébo, Borendy et Kouaré à Thio, Gohapin à Poya, Caavatch à Hienghène, Wadiana à Yaté, Katricoin à Moindou et Ouaté à Pouembout).
En 2019, 62 % de la production d’énergies renouvelables du territoire est d’origine hydraulique.
Le barrage de Yaté (68 MW, mis en service en 1958) est le principal ouvrage hydroélectrique du territoire. L’énergie produite est principalement destinée à l’alimentation de l’usine métallurgique de la SLN (90 % de la production) et une partie est réservée à la distribution publique (10 %). Il existe deux autres barrages situés sur la commune d’Houaïlou, le barrage sur la Néaoua (7,2 MW) et le barrage sur la Thu (2,2 MW). Neuf microcentrales produisent également de l’électricité (0,5 MW), mais ne disposent pas de réservoir de stockage.

### L’énergie éolienne
L'éolien pour sa part constitue 2,1 % de ce total avec fermes éoliennes (Mont Négandi avec 15 Vestas et Éole-Prony I, II, III et Mont-Mau de respectivement de 10, 21, 20 et 15 Vergnet au Mont-Dore ; Lexö à Lifou avec 9 Vergnet ; Mwiré à l’île des Pins avec 3 Vergnet ; Kafeate I et II de Voh avec respectivement 22 et 20 Vergnet). Une centrale au biocarburant (huile de coprah) existe depuis 2004 à Ouenghé sur l'île d'Ouvéa : sa production était de 209 MWh (0,01 %) en 2005, 101 MWh (0,005 %) en 2006, 1 MWh (0,000 05 %) en 2007, et de très faible teneur par la suite. La puissance totale de ces installations électriques était en 2009 de près de 500 MW.
L’énergie éolienne s’accroit sensiblement (+25,8 % en 2019), elle représente 1,7 % de la production d’électricité totale et 12,4 % de la production d’énergies renouvelables en 2019. La Nouvelle-Calédonie compte six parcs éoliens d’une puissance électrique d’environ 38 MW. Les parcs (Négandi, Prony, Mont Mau, Touango) sont situés dans la province Sud, à celui de Kaféaté dans la province Nord. Une ferme éolienne, Éole Yaté, d’une puissance de 20 MW est en construction dans le Sud du pays. Ce projet représente un investissement de 5,5 milliards francs (46 millions d'euros).

### L’électricité solaire photovoltaïque: en plein essor
Le photovoltaïque reste souvent limité aux sites isolés ou habitations de particuliers et peu raccordés au réseau général. Des centrales hybrides ont été installées à l'île Ouen (N'Gi et Ouara) par EEC et sur les îlots de Yenghébane et Yandé à Poum par Enercal. Cette dernière exploite également une petite ferme solaire à Tadine sur Maré (200 kW). Mais la principale infrastructure, première centrale solaire au sol de Nouvelle-Calédonie, est celle Helios-Bay de La Tontouta à Païta (9 560 panneaux solaires et 239 structures pour 17 000 m2 de capteurs, une puissance installée de 2,1 MWc et une capacité de production de 3 000 MWh par an).
La filière se développe rapidement avec la multiplication des fermes photovoltaïques depuis 2015 (à la suite de la chute du prix des panneaux photovoltaïques). La part de la production d’énergie solaire reste marginale, mais elle se développe particulièrement rapidement, passant de 1,3 % en 2018 à 3,5 % de la production totale d’électricité en 2019, soit une envolée de 148,6 % sur l’année. Sept nouvelles centrales sont entrées en production en 2019 : Focola (1,7 MW), Tangadiou (3 MW), Kota-Bore (3,2 MW), Helio Piin Patch (4,2 MW), Helio Bakia (4,7 MW) Wi Hâche Ouatom (10 MW) et la plus grande ferme photovoltaïque de France, Helio Boulouparis 2 (15,8 MW). En parallèle, les installations photovoltaïques de toiture chez les particuliers et les entreprises pour leur autoconsommation poursuivent leur développement depuis 2015, à la suite de l’autorisation du Gouvernement de vendre les excédents de production aux distributeurs (au prix de 21 F/kWh). Le nombre d’installations photovoltaïques autorisées a ainsi doublé en 2019. En 2019, ce sont 9,43 MWc de puissance en autoconsommation et 2,76 MWc de puissance en revente totale qui ont été autorisés. Le chiffre d’affaires de la filière est estimé à 1,982 milliard francs (16 millions d'euros).

### La biomasse
La biomasse permet de produire de l’électricité soit par combustion (bois, paille, huile de coprah et huile de récupération), méthanisation (déchets alimentaires) ou transformation chimique (biocarburants). L’utilisation de la biomasse dans la production d’énergie reste marginale (0,02 % de la production totale d’électricité en 2019). La centrale d’Enercal à Ouvéa privilégie l’utilisation de l’huile de coprah pour le fonctionnement d’un de ses groupes électrogènes depuis 2003. Néanmoins, son fonctionnement est difficile et intermittent ces dernières années en raison d’approvisionnements aléatoires en coprah.